# Après moi
Ne doit pas être confondu avec Après lui.
Pour plus de détails, voir Fiche technique et Distribution.
Après moi est un téléfilm de Stéphane Giusti avec Aure Atika, Malik Zidi, Karina Testa, sorti en 2010 (dépôt légal en 2009) d'une durée de 87 minutes.

## Synopsis
Jeanne (Aure Atika) est éperdument amoureuse de Hugo (Malik Zidi). Ils forment un couple heureux à qui tout semble réussir et projettent de se marier bientôt.
À la suite d'une consultation pour des épisodes de perte d'équilibre, Jeanne apprend qu'elle souffre d'une tumeur incurable au cerveau. Malgré plusieurs tentatives, elle ne peut se résoudre à l'annoncer à Hugo et va tenter de faire en sorte que celui-ci ne se soit pas complètement perdu lors de sa disparition. A l'insu de son entourage, elle va provoquer son attachement pour sa sœur Sacha (Karina Testa).